# エイイル・ナンセン
エイイル・ナンセン（Eigil Nansen、1931年6月18日 - 2017年2月27日）は、建築家、人文主義者のオッド・ナンセン (Odd Nansen) の息子で、探検家、人文主義者のフリチョフ・ナンセンの孫。
1991年に難民や人権に対する功績からThe Lisl and Leo Eitinger Prizeを受賞している。1952年に行われたオスロ冬季オリンピック初の聖火リレーにおいて聖火の点火を行った。